# Trei culori
Trei culori (Trois couleurs) était l'hymne national de la République socialiste de Roumanie de 1977 à 1989. Après la révolution roumaine de 1989, il  à a été remplacé par Deșteaptă-te, române!,,.
Il est basé sur un chant patriotique du même nom, avec la même musique (composée par Ciprian Porumbescu), mais avec un texte quelque peu différent,.
L'hymne fait référence au drapeau roumain, un drapeau tricolore avec trois couleurs réparties de façon égale: bleu, jaune, rouge. Au cours de l'histoire, ce drapeau n'a pas beaucoup changé. Le cas échéant, la répartition des couleurs (proportions et position) uniquement. Le drapeau tricolore tel qu'on le connaît aujourd'hui a été emprunté à la Révolution française après la révolution avortée de 1848, à l'instar de nombreux autres pays européens,.

## Paroles

### Chant patriotique
| Texte original | Texte original en cyrillique roumain | Traduction |
| Trei culori cunosc pe lume Ce le țin de-un sânt odor, Sunt culori de-un vechi renume Suveniri de-un brav popor. Roșu-i focul ce-mi străbate, Inima-mi plină de dor Pentru sânta libertate Și al patriei amor. Auriu ca mândrul soare Fi-va'l nostru viitor Pururea'n eternă floare Și cu luci netrecător Iar albastrul e credința Pentru nație ce-oi nutrim Credincioși fără schimbare Pân' la moarte o să-i fim Pân' pe cer și cât în lume Vor fi aste trei culori Vom avea un falnic nume Și un falnic viitor Iar când, fraților, m'oi duce De la voi ș'oi fi să mor Pe mormânt, atunci să-mi puneți Mândrul nostru tricolor | Трей кꙋлорй кꙋноск пе лꙋме Че ле цин де-ꙋн сѫнт одор, Сꙋнт кꙋлорй де-ꙋн векь ренꙋме Сꙋвенирй де-ꙋн брав попор. Рошꙋ-й фокꙋл че-мй стръбате, Инма-мй плинъ де дор Пентрꙋ сѫнта либертате Ши ал патріей амор. Аꙋрю ка мѫндрꙋл соаре Фи-ва'л нострꙋ вийтор Пꙋрꙋрѣ'н єтернъ флоаре Ши кꙋ лꙋчь нетрекътор Ꙗр албастрꙋл є крединца Пентрꙋ націе ке-ой нꙋтрим Крединкіошй фъръ скимбаре Пѫн' ла моарте ѡ съ-й фим Пѫн' пе чер ши кѫт ꙟ҆ лꙋме Вор фи асте трей кꙋлорй Вом авѣ ꙋн фалник нꙋме Ши ꙋн фалник вийтор Ꙗр кѫнд, фрацилор, м'ой дꙋке Де ла вой ш'ой фи съ мор Пе мормѫнт, атꙋнчй съ-мй пꙋнецй Мѫндрꙋл нострꙋ триколор. | Je ne connais que trois couleurs dans le monde Que l'on garde comme saint trésor, Des couleurs d'une vénérable renommée, Nous rappelant un peuple courageux. Le rouge est le feu qui traverse Mon cœur qui est plein de désir Pour la sainte liberté Et l'amour de la patrie. Doré comme le superbe soleil sera notre avenir. Pour toujours en floraison éternelle Et d'un éclat impérissable. Et le bleu, c'est la fidélité Envers la nation, que nous nourrissons. Nous y serons fidèles, sans changer, Jusqu'à la mort. Dans le ciel et sur la terre, Tant qu'il aura ces trois couleurs Nous porterons notre fière identité Et nous aurons un futur prometteur. Et quand, mes frères, je partirai De vous, et je serai mort, Mettez alors sur ma tombe Notre fier drapeau tricolore. |

### Hymne de la République Socialiste de Roumanie
| Texte original | Texte original en cyrillique roumain | Traduction |
| Trei culori cunosc pe lume, Amintind de-un brav popor, Ce-i viteaz, cu vechi renume, În luptă triumfător. Multe secole luptară Străbunii noștri eroi, Să trăim stăpîni în țară, Ziditori ai lumii noi. Roșu, galben și albastru Este-al nostru tricolor. Se înalță ca un astru Gloriosul meu popor. Sîntem un popor în lume Strîns unit și muncitor, Liber, cu un nou renume Și un țel cutezător. Azi partidul ne unește Și pe plaiul românesc Socialismul se clădește, Prin elan muncitoresc. Pentru-a patriei onoare, Vrăjmașii-n luptă-i zdrobim. Cu alte neamuri sub soare, Demn, în pace, să trăim. Iar tu, Românie mîndră, Tot mereu să dăinuiesti Și în comunista eră Ca o stea să strălucești., | Трей кꙋлорй кꙋноск пе лꙋме, Аминтинд де-ꙋн брав попор, Че-й витѣз, кꙋ векь ренꙋме, Ꙟ҆ лꙋптъ тріꙋмфътор. Мꙋлте секоле лꙋптаръ Стръбꙋний нощрй є҆рой, Съ тръйм стъпꙟ҆й ꙟ҆ царъ, Зидиторй ай лꙋмий ной. Рошꙋ, галбен ши албастрꙋ Є҆́сте-ал нострꙋ триколор. Се ꙟ҆алцъ ка ꙟ҆ астрꙋ Глоріосꙋл меꙋ попор. Сꙋнтем ꙋн попор ꙟ҆ лꙋме Стрѫнс ꙋнит ши мꙋнчитор, Либер, кꙋ ꙋн ноꙋ ренꙋме Ши ꙋн цел кȣтезътор. Азй партидꙋл не ꙋнеще Ши пе плаюл Ромѫнеск Сочалисмꙋд се клъдеще, Прин є҆лан мꙋнчитореск. Пентрꙋ-а патріей ѡноаре, Връжмаший-н лꙋптъ-й здробим. Кꙋ алте нѣмꙋрй сꙋб соаре, Демн, ꙟ҆ паче съ тръйм. Ꙗр тꙋ, Ромѫніе мꙟ҆дръ, Тот мереꙋ съ дъйнꙋѥстй Ши ꙟ҆ комꙋниста є҆ръ Ка ѡ стѣ съ стрълꙋчещй. | Je connais trois couleurs sur terre Qui rappellent un peuple brave, Courageux, d'un ancien renom Triomphant dans la bataille. Pendant des siècles luttèrent Nos héros ancestraux Pour que nous soyons maîtres de notre pays Bâtisseurs du nouveau monde. Rouge, jaune et bleu C'est notre tricolore. Il se lève comme un astre Mon peuple glorieux. Nous sommes un peuple dans le monde Etroitement uni, travailleur, Libre, d'une nouvelle renommée Et avec un but ambitieux. Aujourd'hui, le parti nous unit Et sur la terre roumaine Le socialisme est bâti Par l'élan des travailleurs. Pour l'honneur de la patrie Nous écrasons nos ennemis Afin de vivre dignement sous le soleil Parmi les autres peuples, en paix. Et toi, fière Roumanie Puisses-tu toujours perdurer Et dans l'ère communiste Briller telle une étoile. |